# Милович Юхим Дмитрович
Милович Юхим Дмитрович (1875 — 1943) — український актор характерного і резонерського плану в побутовому театрі. Відомий за виступами в Театрі Миколи Садовського (1906–1919), де також був помічником режисера.

## Творчість
В молодості брав участь у Ніжинському аматорському драмгуртку, яким керувала Марія Заньковецька. За професією був ковалем.
За спогадами Ф. Д. Проценка: «Мілович Юхим Дмитрович з першої вистави „Наталка Полтавка“ привернув до себе увагу режисера, він виконував роль Виборного, всяку поправку режисера швидко схоплював».
На одну з вистав гуртка завітав сам Микола Садовський, який і запросив Юхима Миловича серед інших талановитих ніжинців (Іван Ковалевський, Галина Ніжинська (Москвичова), Ліза Хуторна, Марія Малиш-Федорець) до свого театру, який спочатку відкрився в Полтаві, а невдовзі переїхав до Києва, де став стаціонарним.
Юхим Милович працював в Театрі Миколи Садовського з дня його заснування. «Комік-резонер, безпосередній і щирий. Його виконання відзначалось не стільки майстерністю, скільки темпераментом, добрим українським гумором», — писав про його роботу в цьому театрі В. Василько.
Про його гру в «Енеїді» Котляревського згадувала Софія Тобілевич: «Партію сторожа співав Юхим Милович, даючи всім своїм зовнішнім виглядом і одягом тип справжнього українського селянина, типового дядька».
Театр Садовського залишив у 1919. Пізніше виступав у Саксаганського. Наприкінці 1920-х років зійшов зі сцени.

## Ролі
- Медвідь («Сава Чалий» І. Карпенка-Карого)
- Ліхтаренко («Хазяїн» І. Карпенка-Карого)
- Купець Абдулін («Ревізор» М. Гоголя)
- Омелько («Мартин Боруля» І. Карпенка-Карого)
- Сторож («Енеїда» І. Котляревського)
- Виборний («Наталка Полтавка» І. Котляревського, муз. М. Лисенка)
- Війт («Украдене щастя» І. Франка)
- Сільський сторож («На перші гулі» С. Васильченка)
- Десятник («Казка старого млина» С. Черкасенка)